# Campionatul republican de handbal feminin categoria A 1982-1983
Campionatul Republican de handbal feminin categoria A 1982-1983 a fost a 25-a ediție a primului eșalon valoric al campionatului național de handbal feminin românesc, denumit la acea vreme Campionatul Republican categoria A feminin. Competiția a fost organizată de Federația Română de Handbal (FRH).
Ediția 1982-1983 a Campionatului Republican a fost câștigată de Știința Bacău, echipă antrenată de Eugen Bartha. A fost al 4-lea titlu de acest fel al echipei din Bacău.
CSM Sibiu și CSM Sfântu Gheorghe, clasate pe ultimele două locuri, au retrogradat.

## Clasament
Clasamentul final
| Loc | Echipa                   | J  | V  | E | Î  | GM  | GP  | DG   | P  | Promovare sau retrogradare  |
| --- | ------------------------ | -- | -- | - | -- | --- | --- | ---- | -- | --------------------------- |
| 1   | CS Știința Bacău         | 22 | 16 | 1 | 5  | 547 | 466 | + 81 | 55 |                             |
| 2   | Chimistul Râmnicu Vâlcea | 22 | 15 | 2 | 5  | 538 | 484 | + 54 | 54 |                             |
| 3   | Rumentul Brașov          | 22 | 13 | 2 | 7  | 453 | 428 | + 25 | 50 |                             |
| 4   | Hidrotehnica Constanța   | 22 | 11 | 2 | 9  | 429 | 436 | − 7  | 46 |                             |
| 5   | AEM Timișoara            | 22 | 11 | 1 | 10 | 446 | 445 | + 1  | 45 |                             |
| 6   | TEROM Iași               | 22 | 11 | 0 | 11 | 483 | 445 | + 38 | 44 |                             |
| 7   | Confecția București      | 22 | 9  | 2 | 11 | 466 | 459 | + 7  | 42 |                             |
| 8   | Mureșul Târgu Mureș      | 22 | 9  | 2 | 11 | 422 | 448 | − 26 | 42 |                             |
| 9   | Progresul București      | 22 | 9  | 1 | 12 | 434 | 445 | − 11 | 41 |                             |
| 10  | Textila Buhuși           | 22 | 8  | 2 | 12 | 413 | 493 | − 80 | 40 |                             |
| ▼11 | CSM Sibiu                | 22 | 7  | 1 | 14 | 426 | 460 | − 34 | 37 | Retrogradate în Categoria B |
| ▼12 | CSM Sfântu Gheorghe      | 22 | 3  | 4 | 15 | 451 | 499 | − 48 | 32 | Retrogradate în Categoria B |